# Gornji Podpeć
Gornji Podpeć (en serbe cyrillique : Горњи Подпећ) est un village de Bosnie-Herzégovine. Il est situé dans la municipalité de Srebrenik, dans le canton de Tuzla et dans la fédération de Bosnie-et-Herzégovine. Selon les premiers résultats du recensement bosnien de 2013, il compte 63 habitants.
Avant 1971, le village était rattaché à la localité de Potpeć ; depuis 1971, il est recensé comme une entité administrative à part entière.

## Démographie

### Évolution historique de la population dans la localité
| 1948 | 1953 | 1961 | 1971  | 1981  | 1991 | 2013 |
| ---- | ---- | ---- | ----- | ----- | ---- | ---- |
| -    | -    | -    | 1 096 | 1 139 | 732  | 63   |

|  |

### Communauté locale
En 1991, Gornji Podpeć faisait partie de la communauté locale de Podpeć qui comptait 1 726 habitants, répartis de la manière suivante :